# 香积寺 (杭州)
杭州香积寺为位于中国浙江省杭州市拱墅区大兜路香积寺1号的一处佛寺，为北宋太平兴国三年（978）柯氏舍宅为寺，初名兴福寺，大中祥符年间改今名，旧时为灵隐、天竺朝山香客的集散地，有“运河第一香”之称。后庙址一度成为杭州运输设备厂，今建筑除建于清代的西塔外，均为2009年起所重建，2010年2月落成并对外开放，占地面积16855平方米，建筑面积13150平方米，中轴线上依次为牌坊、放生池、天王殿、大圣紧那罗王殿（供奉监斋菩萨“大圣紧那罗王”）、大雄宝殿（供奉横三世佛）和藏经阁，另有观音殿、文殊殿、普贤殿、钟鼓楼、地藏殿和伽蓝殿等。
香积寺塔建于清康熙五十二年（1713），原有形制相同、东西对称的双塔，均为九层八面的石质仿木构楼阁式塔，高约12米，除二层以上的平座栏杆用青石外，其余均用湖石砌筑，塔身八面间隔隐出壸门，两侧有浮雕，塔刹呈葫芦状。1968年东塔被毁，仅存西塔（现已被改放于东侧，在原位置另建新塔），其东面第三层塔檐下悬匾上题“慈云”二字，并有“大清康熙癸已季春吉旦，弘法沙门实澄新建”落款。

## 图集
- 天王殿及前广场，两塔相隔十余米
- 牌坊北侧及放生池
- 天王殿南侧
- 西塔底层须弥座（自西侧看，下同），束腰雕刻有浮雕仙鹤、凤凰等飞鸟嬉戏图案
- 西塔底层，塔体逐层收分，修长挺拔
- 西塔二层
- 西塔三层
- 西塔三层檐下仿木斗栱局部，平身科为五踩双翘，角科为七踩三翘
- 塔刹